# Vargödraget
Vargödraget är ett naturreservat i Piteå kommun i Norrbottens län.
Området är naturskyddat sedan 2007 och är 3,5 kvadratkilometer stort. Reservatet omfattar ön Lill-Rönnskäret, Storstensrevet samt tre grund i Piteå inre skärgård. Lill-Rönnskäret är bevuxen med barrskog.